# Лана Роудс
Лана Роудс (енгл. Lana Rhoades; 6. септембар 1996), рођена као Амара Мејпл (енгл. Amara Maple), бивша је америчка порнографска глумица.

## Биографија
Право име Лане Роудс је Амара Мејпл. Словеначког је и чешког порекла. Рођена је у Макхенрију, градићу у близини Чикага. Током одрастања била је навијачица и бавила се гимнастиком.
Каријеру у порнографској индустрији званично је започела у априлу 2016. године. Прву мушко-женску сцену одрадила је за компанију FTV girls.
Часопис Пентхаус ју је прогласио љубимицом (енгл. Penthouse Pet) за месец август 2016. године.

## Награде
| Година | Награда | Категорија                              | Награђено дело |
| ------ | ------- | --------------------------------------- | -------------- |
| 2017   |         | Најбоља нова глумица по мишљењу публике | —              |
| 2017   |         | Најбоља нова глумица                    | —              |
| 2018   |         | Најбоља сцена аналног секса             | Anal Savages 3 |